# Омія (Сайтама)

35°51′42″ пн. ш. 139°38′43″ сх. д. / 35.86167° пн. ш. 139.64528° сх. д.
Райо́н О́мія (яп. 大宮区, おおみやく, МФА: [oːmʲija ku̥], «Святилищиний район») — район міста Сайтама префектури Сайтама в Японії. Утворений на основі міста Омія префектури Сайтама, що 2001 року увійшов до складу міста Сайтама. Станом на 1 жовтня 2008 площа району становила 12,75 км². Станом на 1 січня 2009 населення району становило 107 369 осіб.